# Universitat de Rouen-Normandia
La Universitat de Rouen Normandie (antiga Université de Rouen) és una universitat internacional francesa, amb seu a Rouen, a Normandia.
A més de les facultats centrals de Rouen, té diverses delegacions universitàries a Évreux i Elbeuf. La seva població estudiantil és d'aproximadament 25.000 alumnes.

## Història
Situada no a Rouen, sinó al suburbi de Mont-Saint-Aignan (un municipi de la regió de Normandia), la Universitat de Rouen Normandia va obrir el 1966 com a ram de la Universitat de Caen.
Segons U.S. News & World Report, la Universitat de Rouen Normandia va ocupar el número 835 a la llista de les millors universitats globals de 2017 d'un total de 1.250 universitats analitzades. La Universitat de Rouen Normandia també es va comparar amb altres 66 universitats franceses i va ocupar el lloc número 45. Aquests rànquings es basen en la reputació de la universitat, així com en l'extensió i la qualitat de la recerca realitzada a cada centre.

## Persones notables
Professorat
- Carlo Giuseppe Guglielmo Botta (1766-1837) - historiador italià; rector de la universitat
- Paul Rollin (1932, a Bordeaux - 2003) - rector d'universitat
- Michel Thellier nascut el 1933, a Arcueil) - fisiòleg vegetal.
- André Vauchez (nascut el 1938, a Thionville) - medievalista especialitzat en la història de l'espiritualitat cristiana
- Claude Dellacherie (nascut el 1943, a Lauwin-Planque) - matemàtic, especialitzat en teoria de probabilitats
- Alain Cribier (nascut el 1945) - cardiòleg
- Jacques Legrand (nascut el 1946, a Rennes) - lingüista i antropòleg; especialista en literatura, història i llengua mongols
- Dominique Perrin (nascut el 1946) - matemàtic i informàtic
- Catherine Virlouvet (nascuda el 1956) - historiadora de l'Antiga Roma
- Loïc Vadelorge (nascut el 1964) - historiador
- Catriona Seth (nascuda el 1964) - erudita britànica de la literatura francesa i la història de les idees
- Pierre Cosme (nascut el 1965) - historiador especialitzat en l'antiga Roma

Antics alumnes
- Robert Lecourt (1908 a Pavilly - 2004) - membre de la resistència francesa; advocat; President del Tribunal de Justícia Europeu
- Olga Kosakiewicz (1915 a Kíev – 1983) - actriu de teatre
- Paul Sebag (àrab tunisià: پول صباغ), nascut el 1919, a Tunis - 2004, a París) - sociòleg i historiador franco-tunisià
- Michel Bercovier (hebreu: מישל ברקוביאר; nascut el 1941, a Lió) - científic informàtic franco-israelià
- Maxime Crochemore (nascut el 1947) - informàtica
- Jean-Pierre Florens (nascut el 1947, a Marsella) - economista
- Django Sissoko (1948-2022) - Primer ministre de Mali 2012-2013
- Christian Gouriéroux (nascut el 1949) - econometrista
- Justine Mintsa (nascuda el 1949, a Oyem, Gàmbia) - escriptora
- Yaou Aïssatou (nascut el 1951) - Ministra d'Afers de la Dona, Camerun
- Sheila Copps (nascuda el 1952, a Hamilton, Ontario) - política canadenca; Viceprimer Ministre del Canadà (1993-1997)
- Pascal Morand (nascut el 1955 a Neuilly-sur-Seine) - economista; President executiu de la Fédération française de la couture
- Habib Abdulrab Sarori (nascut el 1956) - informàtic i novel·lista iemenita
- Catherine Morin-Desailly (nascuda el 1960, a Le Petit-Quevilly, Seine-Maritime) - política (UDI)
- Lama Salam (nascut el 1961) - Activista libanès
- Christian Robert (nascut el 1961) - estadístic, especialitzat en estadística bayesiana
- Laurent Ruquier (nascut el 1963, a Le Havre) - presentador de televisió, presentador de ràdio i còmic
- Agnès Firmin-Le Bodo (nascuda el 1968, a Le Havre) - farmacèutica i política (Horitzons)
- Emmanuel Maquet (nascut el 1968, a Dieppe) - polític (LR)
- Christophe Bouillon (nascut el 1969, a Rouen) - polític (PS)
- Stéphan Perreau (nascut el 1969) - músic i historiador de l'art
- Raphaëlle Branche (nascuda el 1972) - historiadora
- Audrey Pulvar (nascuda el 1972, a Martinica) - periodista, presentadora de televisió i ràdio i política (PS)
- David Cormand (nascut el 1974) - polític (EELV)
- Sira Sylla (nascuda el 1980) - política de (LREM)

Receptor de títol honorífic
- Orhan Pamuk (nascut el 1952) - novel·lista, guionista i acadèmic turc